# Amfilinide
Amfilinidele (Amphilinidea) este un ordin de cestodari, care cuprinde 9 specii endoparazite în celomul sturionilor și a altor pești ganoizi (rar la teleosteeni) și al broaștelor țestoase.
Au o  lungime de 2-8 cm. Speciile de Gigantolina ajung la 38 cm. Ordinul cuprinde specii lipsite de scolex și de ventuze, prevăzute doar cu o trompă, în fundul căreia se deschid canalele unor glande cefalice enorme. Trompa este protractilă. Uterul se deschide la extremitatea anterioară în timp ce vaginul și cirul mascul se deschid la extremitatea posterioară.
Unul dintre reprezentanții mai bine cunoscuți ai acestui ordin este Amphilina foliacea, care trăiește parazită în celomul (cavitatea generală) a diferitelor specii din genul Acipenser (morun, păstrugă, nisetru etc.), în Europa și Asia.

## Clasificare
Ordinul Amphilinidea
Familia Amphilinidae Claus, 1879
Genul Amphilina Wagener, 1858
Amphilina foliacea (Rudolphi, 1819)
Amphilina japonica Goto & Ishii, 1936
Familia Schizochoeridae Poche, 1922
Genul Austramphilina Johnson, 1931
Austramphilina elongata Johnson, 1931
Genul Gephyrolina Poche, 1926
Gephyrolina paragonopora (Woodland, 1923)
Genul Gigantolina Poche, 1922
Gigantolina magna (Southwell, 1915)
Gigantolina raebareliensis Srivastav, Mathur & Rani, 1994
Genul Nesolecithus Poche, 1922
Nesolecithus africanus Dönges & Harder, 1966
Nesolecithus janickii Poche, 1922
Genul Schizochoerus Poche, 1922
Schizochoerus liguloides (Diesing, 1850)